# Metabolisme dels àcids grassos
El metabolisme dels àcids grassos és una font important d'energia i ATP per a molt organismes cel·lulars. L'excés d'àcids grassos, glucosa i altres nutrients pot emmagatzemar-se eficientment com teixit adipós. Els triacilglicerols proporcionen més del doble d'energia per la mateixa massa que no pas els carbohidrats o les proteïnes. Totes les membranes cel·lulars estan compostes de fosfolípids, cadascun dels quals contenen dos àcids grassos. Els àcids grassos també es fan servir per a la modificació de les proteïnes. Per tant, el metabolisme dels àcids grassos consta de processos de catabòlics que generen energia i metabòlits primaris dels àcids grassos i processos anabòlics que creen molècules biològicament importants a partir dels àcids grassos i altres fonts de carboni de la dieta.

## Visió de conjunt
El metabolisme és el complex de les reaccions químiques i físiques que es esdevenen en un organisme o en una part de l'organisme.
Els lípids tenen diverses funcions en el cos humà, com a element estructural, funcionals i com reserva d'energia.
Els lípids (olis, greixos, etc.) són biomolècules químicament heterogènies amb marcada lipofília (hidrofòbia). Es distingeixen:
- Lípids hidrolitzables, esteritzats amb àcids grassos com p. e. triacilglicerols, ceres, esterols, fosfolípids, glicolípids. Són descomponibles amb enzims esterases.
- Lípids no hidrolitzables: biomolècules heterogènies, p. e. alcohols alifàtics de llarga cadena, esterols cíclics (p. e. colesterol), esteroides, àcids grassos i els seus derivats (p. e. eicosanoides), carotenoides, terpens i altres.
- La lipòlisi és portada a terme per les lipases.
- Una vegada alliberats del glicerol, els àcids grassos lliures poden entrar a la sang i a la fibra muscular per diffusió.
- L'oxidació β divideix les llargues cadenes de carboni dels àcids grassos en acetyl CoA, el qual pot finalment entrar en el Cicle de l'àcid cítric.

De forma resumida, l'oxidació β o lipòlisi dels àcids grassos és com segueix:
1. Deshidrogenació per la deshidrogenasa acil-CoA, donant 1 FADH₂
2. Hidratació per la hidratasa enoil-CoA
3. Deshidrogenació per la deshidrogenasa 3-hidroxiacil-CoA, donant 1 NADH
4. Escissió per la tiolasa, donant 1 acetyl-CoA i un àcid gras que ara s'ha escurçat per 2 carbonis (acil-CoA)

Aquest cicle es repeteix fins que el FFA ha quedat completament redüit a acetyl-CoA o, en el cas d'àcids grassos amb nombres d'àtoms de carbonis poc habituals, l'acetyl-CoA i 1 mol de propionil-CoA per mol d'àcid gras.

## Els àcids grassos com a font d'energia
Els àcids grassos emmagatzemats com a triacilglicerols en un organisme són una font d'energia important atès que són a la vegada reduïts i anhidres. l'energia que proporciona un gram d'àcids grassos és aproximadament 9 Kcal (37 kJ), comparada amb els 4 Kcal/g (17 kJ/g) per als carbohidrats La hibernació d'alguns animals proporciona un bon exemple de l'ús de les reserves de greix com a combustible. Per exemple, els ossos hibernen durant 7 mesos i durant aquest llarg període l'energia deriva de la degradació de les reserves de greix.

## Oxidació dels àcids grassos
L'oxidació dels àcids grassos (popularment anomenada cremar greixos) són aquelles reaccions químiques en les quals un àcid gras reacciona amb electrons, és una part del subministrament d'energia en el cos.
Els àcids grassos s'obtenen de la descomposició del greix en la seva digestió.
En el cos l'oxidació dels àcids grassos és un procés que té lloc contínuament.
La β-oxidació dels àcids grassos lineals és el principal procés productor d'energia en el cos humà, però no l'únic. Alguns àcids grassos, com els de cadena imparell o els àcids grassos insaturats requereixen per a la seva oxidació, modificacions de la β-oxidació o vies metabòliques diferents. Aquest és el cas de l'α-oxidació, l'ω-oxidació o l'oxidació peroxisòmica.
L'oxidació β es produeix majoritàriament a la matriu mitocondrial, però també es pot produir dins els peroxisomes.
El pas previ és l'activació dels àcids grassos a acil coenzim A (acil CoA, R–CO–SCoA) grassos, que té lloc en el reticle endoplasmàtic (RE) o en la membrana mitocondrial externa, on es troba l'acil-CoA sintetasa, l'enzim que catalitza aquesta reacció:
L'àcid gras s'uneix al coenzim A (CoASH), reacció que consumeix dos enllaços d'alta energia de l'ATP.
Posteriorment, un transportador, la carnitina, trasloca les molècules d'acil-CoA a l'interior de la matriu mitocondrial, ja que la membrana mitoncondrial interna és impermeable als acil-CoA.
La carnitina, també dita vitamina B11, és un aminoàcid que participa en el circuit vascular reduint els nivells de triacilglicerols i colesterol a la sang.
La carnitina s'encarrega de portar els grups acil a l'interior de la matriu mitoncondrial.
L'oxidació dels àcids grassos insaturats requereix algunes variants de la β-oxidació en la qual participen alguns enzims especials, com la enoil-CoA isomerasa.

## Alimentacó i lípids
En les diverses cultures del món la proporció d greixos en la dieta varia de forma notable: 
- Al Japó es troba al voltant del 25% (amb tendència a pujar),
- en altres països industrialitzats és al voltant del 40% i
- en alguns pobles indígenes caçadors (Inuit, Masai) al voltant del 65%.

Els dietistes opten o bé per una dieta amb el mínim de lípids " ("low-fat") o bé per la dieta amb el mínim de glúcids 
("low-sugar").

## Lípids en l'esport
Actualment està controvertida la idea que en la fase inicial de l'exercici físic es degrada (crema) principalment la glucosa i actualment s'estima que la proporció de metabolització del greix depèn de la intensitat de l'exercici i de la condició física general.
No hi ha evidència científica que els suplements dietètics com els que s'anuncien com Fat Burner, incrementin la metabolització dels greixos.

## Malalties
Le malalties del metabolisme dels àcids grassos poden ser per exemple del tipus de la hipertrigliceridèmia (un nivell massa alt de triacilglicerols), o altres tipus de hiperlipidèmia. Poden ser hereditaris o adquirits.